# بي. جاي كونينغهام
بي. جاي كونينغهام (بالإنجليزية: B. J. Cunningham)‏ هو لاعب كرة قدم أمريكية ولاعب كرة قدم كندية أمريكي، ولد في 29 مايو 1989 في ويستيرفيل في الولايات المتحدة.

## وصلات خارجية
- بي. جاي كونينغهام على موقع إي إس بي إن.كوم (أن.أف.أل)3
- بي. جاي كونينغهام على موقع مرجع كرة القدم المحترفة.كوم (الإنجليزية)